# Андреев, Николай Николаевич (военный)
Николай Николаевич Андреев (1896—1951) — советский военный деятель и педагог, ведущий учёный в области электросвязи, дивинженер. Начальник Военной электротехнической академии РККА имени С. М. Будённого (1938).

## Биография
Родился 22 января 1896 года в Москве в рабочей семье. 
С 1915 года призван в ряды Русской императорской армии и направлен для обучения на Курсы радиотелеграфных надсмотрщиков при Электротехническом батальоне. С 1916 по 1917 год служил в составе 6-го Сибирского армейского корпуса в качестве рядового-радиотелеграфиста. В 1917 году после февральской революции был избран председателем корпусного комитета 6-го армейского корпуса.
С 1919 года добровольно вступил в ряды Рабоче-Крестьянской Красной армии. С 1919 по 1921 год в составе 11-й армии был участником Гражданской войны: с 1919 по 1920 год — радиотелеграфист и военный комиссар Астраханской военной коротковолновой радиостанции, военный комиссар радиоотдела управления связи и военный комиссар управления связи 11-й армии. С 1920 по 1921 год — военный комиссар отдела связи Кавказского фронта. В 1921 году служил на различных должностях в Войсках связи РККА: военный комиссар радиодивизиона и военный комиссар гальванических и телеграфно-телефонных мастерских Северо-Кавказского военного округа. С 1921 по 1925 год служил в Штабе РККА в должностях военного комиссара отряда связи и военного комиссара военно-астрономо-радиотелеграфного отряда. 
С 1925 по 1930 год обучался в Электротехническом факультете Военно-технической академии РККА имени Ф. Э. Дзержинского, по окончании которой получил специализацию военного инженер-электрика. С 1930 по 1931 год — батальонный командир 2-го и 1-го полка связи. С 1931 по 1938 год был назначен членом Научно-технического комитета Военно-технического управления РККА и членом Научно-технического комитета Управления связи РККА.  С февраля по сентябрь 1938 года — начальник Военной электротехнической академии РККА имени С. М. Будённого.
21 сентября 1938 года арестован органами ГУГБ НКВД СССР и 28 апреля 1939 года Военной коллегией Верховного суда СССР по обвинению в участии в военном заговоре был приговорён к пятнадцати годам лишения свободы в исправительно-трудовом лагере. С 1939 по 1951 год наказание отбывал в лагерях Севвостлага. Скончался 2 января 1951 года в Магаданском лагере. 29 сентября 1956 года Определением Военной коллегии Верховного суда СССР был посмертно реабилитирован.

## Награды
- Медаль «XX лет РККА»[4][2]